# Budismo no Sri Lanka
A tradição cingalesa atribui a introdução do budismo no Sri Lanka ao monge Sthavira Mahinda, filho de Asoka, que teria chegado à ilha em meados do século III a.C., acompanhado por outros missionários. Esse grupo teria convertido ao budismo o rei Devanampiya Tissa e grande parte da nobreza local. O rei ordenou a construção do Mahavihara ("Grande Mosteiro" em páli) na então capital do Sri Lanka, Anuradhapura. O Mahavihara foi o grande centro do budismo Teravada na ilha nos séculos seguintes.
Mais tarde, tornou-se dividido em três subgrupos, conhecido por seus centros monásticos como Mahavihara, o Vihara Abhayagiri e o Jetavanavihara. Em 1164, com a orientação de dois monges de um ramo florestal do Mahavihara, o rei do Sri Lanka reuniu todos os bhikkhus no Sri Lanka na escola Mahavihara ortodoxa.
Alguns anos após a chegada do Sthavira Mahinda, Sanghamitta, que também acredita-se ser filha do imperador Asoka, chegou ao Sri Lanka. Começou a primeira ordem de monjas no Sri Lanka, mas essa ordem morreu no Sri Lanka, no século XI.
Foi no Sri Lanka que, por volta do ano 80 a.C., se redigiu o Cânone Páli, a coletânea mais antiga de textos que reflectem os ensinamentos do Buda. No século V d.C., chegou à ilha o monge Buddhaghosa que foi responsável por coligir e editar os primeiros comentários feitos ao Cânone, traduzindo-os para o páli.
Hoje o budismo é a principal religião do país com mais de 70% da população adepta.

## Sri Pada

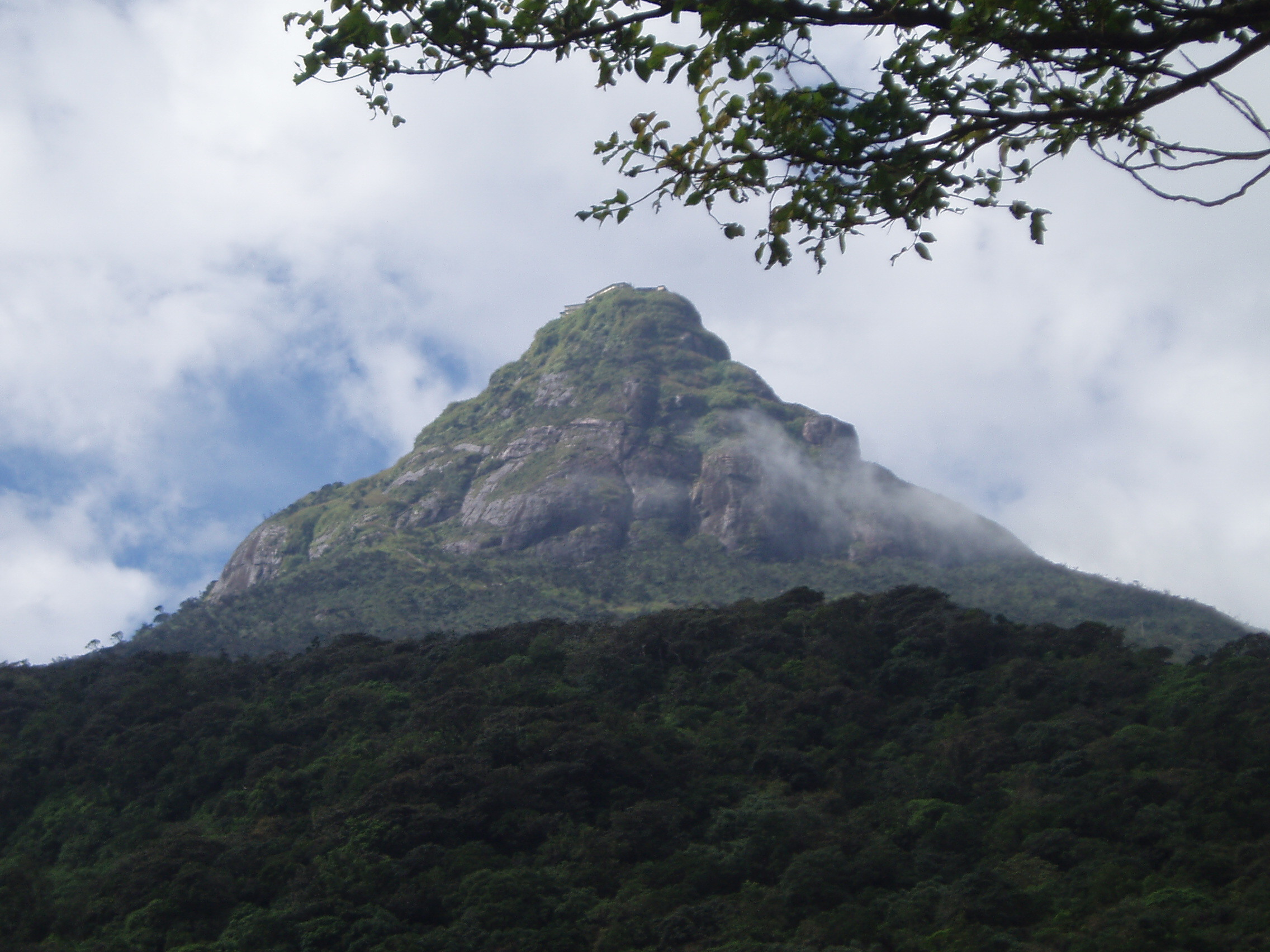
Sri Pada

O Sri Pada (português Pico de Adão, tâmil Sivanolipatha Malai, árabe Al-Rohun) é uma montanha cónica de 2.243 metros de altitude situada no Sri Lanka, reverenciada como local sagrado pelo hinduísmo, pelo budismo e pelo islão.
Os peregrinos sobem a montanha seguindo uma variedade de rotas de milhares de degraus. A viagem dura várias horas. O momento cimeiro da época de peregrinação é em Abril, e o objectivo é estar no cume da montanha ao amanhecer, quando a peculiar forma da montanha projecta uma sombra triangular sobre a planície circundante.
No topo há uma forma na rocha similar a um enorme pé (de quase dois metros). A lenda budista afirma que é a pegada de Buda. A lenda budista também diz que a outra pegada (logicamente existente) está numa cidade que dista uns 159 km, ou possivelmente em Phra Sat na Tailândia.
Perto da pegada pode encontrar-se um sepulcro dedicado a Saman, uma divindade budista encarregada de proteger o topo da montanha.